# 8 Flora
8 Flora este un asteroid din centura de asteroizi. A fost descoperit de astronomul John Russell Hind la 18 octombrie 1847. Pare compus dintr-un amestec de roci de silicați, de nichel și de fier. Este numit după zeița romană a florilor și a primăverii Flora.
Este cel mai important membru al familiei Flora, un fragment dintr-un corp care s-a desprins ca urmare a unei coliziuni violente.

## Descoperirea asteroidului
A fost descoperit de John Russell Hind la 18 octombrie 1847, fiind cea de-a doua sa descoperire, după 7 Iris.

## Denumire
Numele asteroidului i-a fost propus descoperitorului de astronomul Sir John Herschel, după Flora, zeița florilor și grădinilor, soția lui Zephyr / Zefir (personificare a vântului de vest), mamă a primăverii, și al cărei echivalent în mitologia greacă este Chloris, care, de altfel, are atribuit propriul asteroid, 410 Chloris.
Primii asteroizi descoperiți posedă câte un simbol astronomic, iar cel al asteroidului 8 Flora este .